# Гакстгаузен, Август фон
Барон Август фон Гакстгаузен (нем. August Franz Ludwig Maria, Baron von Haxthausen-Abbenburg; 3 февраля 1792, Бёкендорф, Германия — 31 декабря 1866, Ганновер, Германия) — прусский чиновник, экономист, писатель по аграрным вопросам, исследователь России и Кавказа.

## Биография
Барон Август фон Гакстгаузен родился в Вестфалии, в католической семье. Некоторое время в Геттингене занимался изучением юридических наук. Издавал совместно с братьями Гримм журнал под названием «Wünschelrute». Также занимался собиранием народных пословиц, поговорок, песен и легенд. В 1819 году начал изучение аграрных отношений в Германии. Первое сочинение его: «Ueber die Agrarverfassung in den Fü rstenthümern Paderborn und Corvey» (Берлин, 1829), посвященное аграрной жизни двух немецких княжеств, было замечено не только в научном сообществе, но привлекло к себе внимание тогдашнего прусского наследного принца. Август фон Гакстгаузен был вызван в Берлин, и ему поручено было на месте исследовать аграрный строй отдельных прусских провинций. Результатом трудов Гакстгаузена был первый том сочинения: «Die ländliche Verfassung in den einzelnen Provinzen der preussischen Monarchie» (Кёнигсберг, 1839), где рассмотрены сельские учреждения провинции Пруссии; впоследствии Падберг издал II-й том этого труда (Штеттин, 1861), посвящённый бывшим герцогствам Померании.
Во время своих путешествий Гакстгаузен заметил, что во всех местностях Германии, где жили в древности славяне-венды, коренятся «какие-то загадочные отношения, не вытекающие из основ чисто-германской народной жизни» — «Ueber den Ursprung und die Grundlagen der Verfassung in den ehemals slavischen Ländern Deutschlands im allgemeinen und des Herzogtums Pommern im besonderen» (Берлин, 1842). Для уяснения этих загадочных (общинных) отношений он счел необходимым лично изучить Россию — именно как «колыбель славянского племени».

### Поездка по России
В 1842 году в берлинской газете «Staatszeitung» Гакстгаузен напечатал статью об указе российского императора Николая I об обязанных крестьянах. Российский посол в Берлине и по совместительству друг Августа, П. К. Мейендорф доложил о ней П. Д. Киселёву, занимавшему пост министра государственных имуществ, и высказал идею об организации путешествия барона по Российской империи. По мнению Мейендорфа, данная мера могла бы оказать значительную пользу для изучения аграрных отношений России и Пруссии. Император дал своё согласие и выделил необходимые средства на нужды Гакстгаузена.
В апреле 1843 года Август Гакстгаузен покинул Петербург. Шесть месяцев длилось его путешествие по провинциями Российской империи в сопровождении его помощника Генриха Козегартена, а также молодого русского переводчика Адеркаса, предоставленного императором Николаем. Адеркасу было предписано оказывать путешественнику всякое содействие в его учёных изысканиях, но вместе с тем — «отстранять незаметным образом все то, что могло бы сему иностранцу подать повод к неправильным и неуместным заключениям, которые легко могут произойти от незнания им обычаев и народного быта нашего Отечества». Крайними пунктами его путешествия были: Саратов на востоке, Эривань на юге, Одесса и Киев на ЮЗ. За время своей поездки исследователь посетил многие районы Центральной России, Украины, Поволжья и Кавказа. Он был тепло принят российской интеллигенцией, включая К. С. Аксакова, А. И. Герцена, П. Я. Чаадаева. Весной 1844 года Август фон Гакстгаузен вернулся в родную Германию, где приступил к написанию работ о земельных отношениях в России и о своих впечатлениях о стране в целом. Его труды содержат множество уникальной краеведческой информации.
Результатом поездки в Россию явился труд «Исследования внутренних отношений народной жизни и в особенности сельских учреждений России» в трех томах. В своей работе исследователь подробно описывает быт и нравы поместного дворянства, провинциальную администрацию и основные принципы её функционирования, хозяйственные отношения, крестьянский быт, основные формы русского общинного землевладению, а также детально анализирует социально-экономическое значение русской общины. Что касается общинной формы землевладения, то фон Гакстгаузен безусловно является её сторонником. По его мнению, именно община должна являться главным фактором, сдерживающим рост пролетариата. Кроме того, писатель считал, что Россия не была готова к вольнонаёмному труду и выступал за постепенную отмену крепостного права. Выход он видел в введении таких юридических отношений между крестьянами и помещиками, при которых первые были бы привязаны к земле в силу собственных интересов, а не постоянного принуждения со стороны помещиков.
Исследования Гакстагаузена получили признание и большое одобрение со стороны славянофилов, а позже и народников. Западники же всячески критиковали его взгляды за чрезмерный монархизм и «реакционность», — однако, признавали ценность фактов, содержащихся в работах учёного.
Гакстгаузену принадлежат также работы о государственном строе России, русском расколе и пр.

### Последующая деятельность
В 1847 г. Гакстгаузен был членом объединённого Прусского сейма; состоял одно время членом первой прусской палаты.
Летом 1857 года, когда император Александр II находился в Германии на курорте Киссинген, Гакстгаузен через князя А.М. Горчакова передал императору записку по поводу отмены крепостного права. "Мы живём в эпоху, - писал он, - когда мысли и мнения не выжидают, как прежде, годов и столетий для своего полного развития и распространения. Распространяемые печатью, паром и электричеством, они, подобно молнии, бороздят Европу с одного конца до другого, и нет народа, нет страны, которые могли бы предохранить себя от их влияния. Я говорю это, дабы напомнить, что Росси нельзя останавливаться на полпути, что невозможно важнейшие вопросы народного существования предоставить их собственному развитию, но что правительство обязано первое принять в них обдуманное и деятельное участие, дабы события, опередив его, не завладели браздами и не вырвали от него уступок, которые повлекли бы его падению". Против этой фразы Александр написал на полях: "Совершенно справедливо, и в этом моя главная забота".   

## Работы
- Гакстгаузен А. фон. Закавказский край: Заметки о семейной и общественной жизни и отношениях народов, обитающих между Чёрным и Каспийским морями. — М.: Кучково поле, 2018. — 336 с. ISBN 978-5-9950-0900-9
- Гакстгаузен фон Август Исследования внутренних отношений народной жизни и в особенности сельских учреждений России. В 2 т. — М., 1869. Т.1
- Über die Agrarverfassung in den Fürstenthümern Paderborn und Corvey und deren Conflicte in der gegenwärtigen Zeit nebst Vorschlägen, die den Grund und Boden belastenden Rechte und Verbindlichkeiten daselbst aufzulösen. Berlin: Reimer, 1829; reprint Bökendorf: Bökerhof-Ges., 1992. Online text
- Die ländliche Verfassung in den einzelnen Provinzen der preußischen Monarchie.

- Vol. 1: Die ländliche Verfassung in den Provinzen Ost- und West-Preussen. Königsberg: Bornträger, 1839.
- Vol. 2: Die ländliche Verfassung in der Provinz Pommern im amtl. Auftr. von Alexander Padberg. Stettin, 1861.

- Ueber den Ursprung und die Grundlagen der Verfassung in den ehemals slawischen Ländern Deutschlands im Allgemeinen und des Herzogthums Pommern im Besondern: Eine Einladungsschrift zur Erörterung und litterarischen Besprechung. Berlin: Krause, 1842.
- Die Kriegsmacht Rußlands in ihrer historischen, statistischen, ethnographischen und politischen Beziehung. Berlin: Behr, 1852.
- Les forces militaires de la Russie sous les rapports historiques, statistiques, ethnographiques et politiques. Berlin, 1853.
- Studien über die innern Zustände, das Volksleben und insbesondere die ländlichen Einrichtungen Russlands. Hanover: Hahn, 1847—1852.
- Etudes sur la situation intérieure, la vie nationale et les institutions rurales de la Russie. Hanover: Hahn, 1847-53.
- The Russian Empire: Its People, Institutions and Resources. Tr. Robert Farie. Chapman and Hall, 1856; repr. London: Cass, 1968.
- Studies on the Interior of Russia. Tr. Eleanore L.M. Schmidt; ed. and intro. S. Frederick Starr. University of Chicago Press, 1972: ISBN 0-226-32022-7.
- Transkaukasia: Reiseerinnerungen u. ges. Notizen. Leipzig, Brockhaus, 1856; repr. Hildesheim: Olms, 1985.
- Wird Rußlands Kirche das Papstthum anerkennen?: nach La Russie sera-t-elle catholique … ; nebst einem Auszug des Cardinal Baronius über den Ursprung der Russinen von Jean Gagarin. Mit einem Vorw. von August Freiherrn von Haxthausen. Münster: Theissing, 1857.
- Ein Briefwechsel im Hintergrund der russischen Bauernbefreiung 1861. Paderborn: Schöningh, 1975.
- Das constitutionelle Prinzip, seine geschichtliche Entwicklung und seine Wechselwirkungen mit den politischen und sozialen Verhältnissen der Staaten und Völker. Leipzig: Brockhaus, 1864.
- Die ländliche Verfassung Russlands, 1866.
- La question religieuse en Pologne: mémoire rédige en 1856 par feu le Baron Auguste de Haxthausen. Précédé d’une introduction et accompagné de notes par le Jean Gagarin, de la Compagnie de Jésus. Berlin: Behr, 1877.